# Partido di Carmen de Areco
Il partido di Carmen de Areco è un dipartimento (partido) dell'Argentina facente parte della Provincia di Buenos Aires. Il capoluogo è Carmen de Areco.